# Ликовский, Эдвард
Эдвард Ликовский (пол. Edward Likowski; 26 сентября 1836, Вжесня (ныне Великопольское воеводство Польши) — 20 февраля 1915, Познань, Провинция Позен) — польский священнослужитель, историк церкви, епископ Познаньский (1887—1914), архиепископ митрополит Познаньский и Гнезненский, примас Польши в 1914 — 1915 годах. Почëтный доктор Ягеллонского университета (1900).

## Биография
Учился в католических гимназиях, затем продолжил изучение теологии в Высшей Католической школе Мюнстера (Германия). Доктор богословия (1881).
В декабре 1861 года был посвящён в духовный сан священника. Работал профессором семинарии в Познани. Доктор honoris causa университета в Кракове.
Действительный член Академии знаний (с 1887), а с 1895—1915 — президент Познанского Общества друзей науки.
Во время Культуркампфа несколько месяцев находился в заключении в немецкой тюрьме.

## Избранные труды и публикации
Автор ряда работ в области истории церкви.
- Historia unii Kościoła ruskiego z Kościołem rzymskim (1875)
- Dzieje kościoła unickiego na Litwie i Rusi w XVII i XIX wieku uważane głównie ze względu na przyczyny jego upadku (1880)
- Unia brzeska w 1596 (1896)
- Synody diecezji chełmińskiej obrządku wschodniego (1902)
- O rokowaniach poprzedzających unię brzeską (1596 r.) (1886)
- Rzut oka na wewnętrzny stan Cerkwi Ruskiej przed Unią Brzeską (1894) и др.